# Tresdorfer See
De Tresdorfer See is een meer in de Holsteinische Schweiz in het district Plön in de Duitse deelstaat Sleeswijk-Holstein.
Het ligt ten noorden van de stad Plön. Op de westelijk oever ligt het dorp Tresdorf.
Het meer is 11,1 km groot en tot 14,7 m diep. De Kossau voert het water af. Samen met de zuidelijker gelegen Rottensee vormt het een beschermd landschap.